# Danh sách Giải bóng đá vô địch thế giới

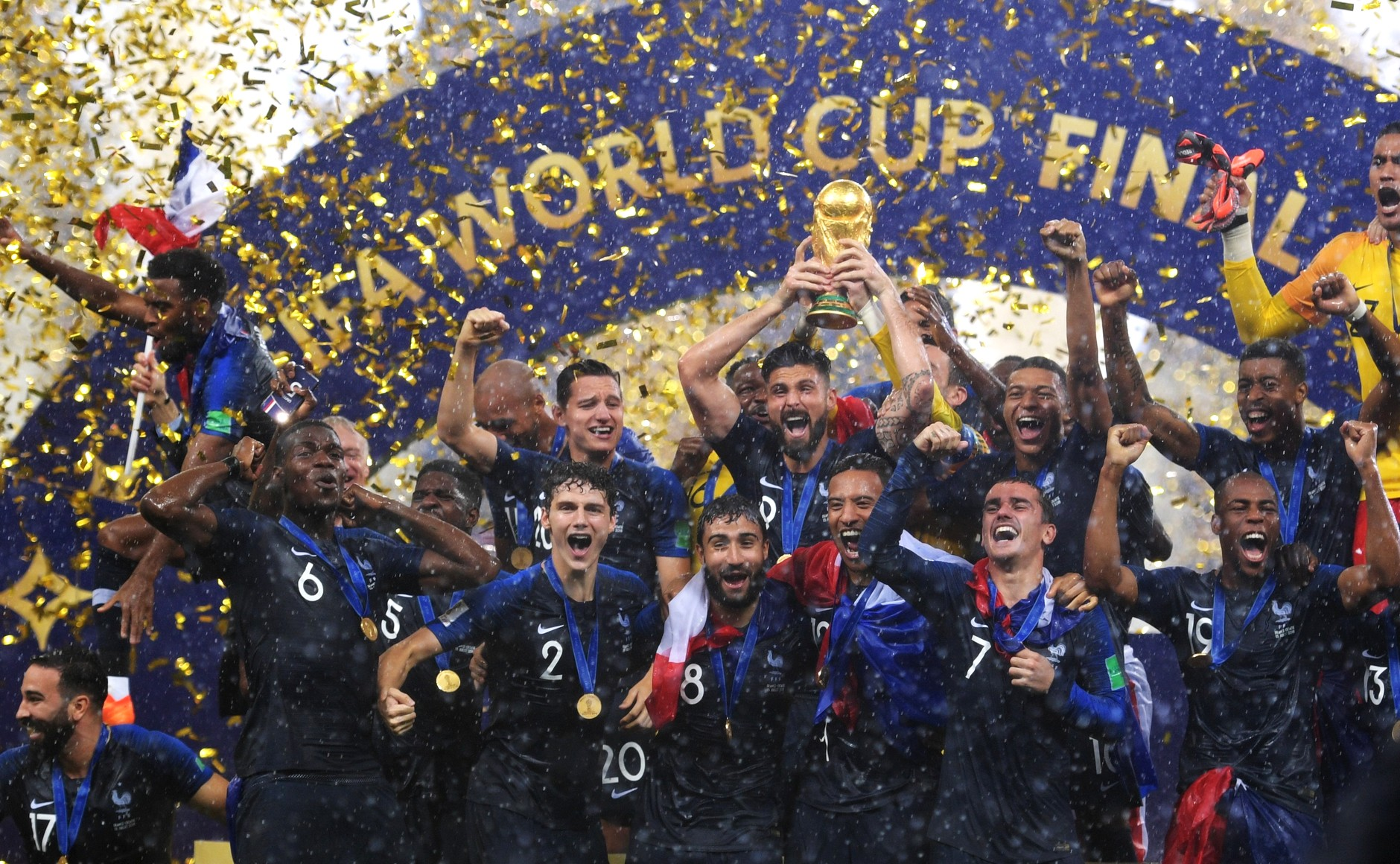
Pháp ăn mừng sau chiến thắng trước Croatia trong trận chung kết vào năm 2018.

Giải vô địch bóng đá thế giới được FIFA bắt đầu tổ chức từ năm 1930. Ngoại trừ hai năm 1942 và 1946 bị gián đoạn bởi Chiến tranh thế giới thứ hai, cứ 4 năm 1 lần, các đội tuyển bóng đá quốc gia lại quy tụ tại vòng chung kết, cùng thi đấu để tìm ra nhà vô địch mới. Tính tới năm 2022, đã có 22 giải vô địch bóng đá thế giới được tổ chức, trong đó 11 giải tại châu Âu, 8 giải tại châu Mỹ, 2 giải tại châu Á và 1 giải tại châu Phi.
Trong lịch sử, đã có 5 quốc gia từng hai lần đăng cai Giải vô địch bóng đá thế giới là Ý, Pháp, México, Đức và Brasil. Theo thời gian, số đội bóng tham dự vòng chung kết dần tăng lên, từ 13 đội năm 1930 lên 24 đội năm 1982 và 32 đội từ năm 1998. Brasil là đội bóng duy nhất góp mặt ở tất cả các vòng chung kết từng được tổ chức. Trong lịch sử, tất cả các Giải vô địch bóng đá thế giới đều được kết thúc bởi một trận chung kết, ngoại trừ năm 1950. Tại giải đấu này, các đội tuyển Uruguay, Brasil, Thụy Điển và Tây Ban Nha đứng đầu bốn bảng và tiếp tục thi đấu vòng tròn tính điểm. Chiến thắng 2–1 của Uruguay trước Brasil ở lượt trận cuối cùng đã giúp Uruguay giành ngôi vô địch. FIFA ghi nhận đây là trận chung kết của Giải vô địch bóng đá thế giới năm 1950.
Từ năm 1930 đến nay, 79 đội tuyển đã tham dự vòng chung kết Giải vô địch bóng đá thế giới, với chỉ 8 đội tuyển trong số đó từng giành ngôi cao nhất. Có 6 đội tuyển bước lên vinh quang trong những giải đấu tổ chức tại quốc gia của mình, gồm Uruguay, Ý, Anh, Tây Đức, Argentina và Pháp. Đội tuyển giàu thành tích nhất tại Giải vô địch bóng đá thế giới là Brasil với 5 chức vô địch và 2 lần đoạt huy chương bạc. Tiếp theo là đội tuyển Đức với 4 lần vô địch và 4 lần đạt vị trí á quân, theo sau là Ý với 4 lần vô địch và 2 lần đạt á quân. Với trận thắng 4–2 trước Pháp ở loạt sút luân lưu (3–3 sau hiệp phụ) tại trận chung kết năm 2022, đội tuyển Argentina hiện nay là nhà vô địch của Giải vô địch bóng đá thế giới năm 2022.
Giải vô địch bóng đá thế giới gần như là sân chơi riêng cho các đội bóng Nam Mỹ và châu Âu khẳng định sự thống trị tuyệt đối trong làng túc cầu thế giới bởi vì cho đến nay thì chưa có đội bóng nào ngoài châu Âu và Nam Mỹ có vinh dự được nâng cao chiếc cúp vàng danh giá. Tuy nhiên chưa có đội bóng châu Âu nào vô địch World Cup khi giải đấu được đăng cai tại châu Á.

## Sự kiện chính
- Năm 1930, giải đấu đầu tiên được tổ chức tại Uruguay, là kỳ World Cup duy nhất mà tất cả các trận đấu được tổ chức ở cùng một thành phố là Montevideo, thủ đô Uruguay và không tổ chức vòng loại. Uruguay trở thành đội đầu tiên vô địch giải đấu khi tổ chức trên sân nhà.
- Năm 1934, kỳ World Cup lần đầu tiên trong lịch sử được tổ chức tại châu Âu và số đội tham dự là 16, giải duy nhất mà đội chủ nhà cũng phải tham dự vòng loại. Ý là đội giành chức vô địch lần đầu tiên sau thắng lợi trước đội tuyển Tiệp Khắc với tỉ số 2-1 sau 2 hiệp phụ (2 đội hoà nhau với tỉ số 1-1 sau 90 phút thi đấu chính thức).
- Năm 1938, World Cup lần đầu tiên được tổ chức tại Pháp. Ý trở thành đội đầu tiên bảo vệ thành công chức vô địch sau thắng lợi trước đội tuyển Hungary với tỉ số 4-2 trong trận chung kết. Đây cũng là kỳ World Cup cuối cùng trước khi giải đấu bị gián đoạn vào năm 1942 và năm 1946 do Chiến tranh thế giới thứ hai.
- Năm 1950, World Cup lần đầu tiên được tổ chức tại Brazil. Uruguay trở thành đội bóng châu Mỹ giành chức vô địch lần thứ 2 của mình. Ý trở thành đội đương kim vô địch đầu tiên bị loại ngay từ vòng bảng. Đây cũng là kỳ World Cup trở lại sau 12 năm gián đoạn do ảnh hưởng của Chiến tranh thế giới thứ hai.
- Năm 1954, World Cup lần đầu tiên được tổ chức tại Thụy Sĩ, và cũng là lần đầu tiên giải được chiếu trên truyền hình. Đội tuyển Tây Đức trở thành đội giành chức vô địch lần đầu tiên sau thắng lợi trước đội tuyển Hungary với tỉ số 3-2 trong trận chung kết.
- Năm 1958, World Cup lần đầu tiên được tổ chức tại Thụy Điển. Đội tuyển chủ nhà Thuỵ Điển có lần đầu tiên trong lịch sử lọt vào trận chung kết của 1 kỳ World Cup, Brasil lần đầu tiên vô địch thế giới và là lần đầu tiên giải thưởng cầu thủ trẻ xuất sắc nhất ra đời và cũng là lần đầu tiên một đội tuyển quốc gia Nam Mỹ vô địch trên đất châu Âu.
- Năm 1962,  World Cup lần đầu tiên được tổ chức tại Chile, và cũng là lần đầu tiên hiệu số bàn thắng được sử dụng để phân hạng 2 đội bằng điểm. Đội tuyển Brasil giành chức vô địch lần thứ 2 sau thắng lợi trước đội tuyển Tiệp Khắc với tỉ số 3-1 trong trận chung kết.
- Năm 1966, World Cup lần đầu tiên được tổ chức tại Anh, và cũng là lần thứ hai 4 đội vào bán kết đều đến từ Châu Âu. Đội tuyển chủ nhà Anh đã giành chức vô địch thế giới lần đầu tiên sau thắng lợi trước đội tuyển Tây Đức với tỉ số 4-2 (2 đội hoà nhau với tỉ số 2-2 sau 2 hiệp thi đấu chính thức). Brasil trở thành cựu vô địch lần thứ 2 bị loại từ vòng bảng.
- Năm 1970, World Cup lần đầu tiên tổ chức tại quốc gia Bắc Mỹ là México, Brasil trở thành đội đầu tiên vô địch 3 lần và giữ cúp vĩnh viễn, lần đầu tiên thẻ vàng, thẻ đỏ và giải thưởng đội tuyển phong cách được áp dụng.
- Năm 1974, kỳ World Cup lần đầu tiên được tổ chức tại Tây Đức. Cúp FIFA World Cup được ra đời. Đội tuyển chủ nhà Tây Đức đã giành chức vô địch thế giới trước đội tuyển Hà Lan với tỉ số 2-1 trong trận chung kết.
- Năm 1978, kỳ World Cup thứ 5 tổ chức tại châu Mỹ và cũng là lần đầu tiên được tổ chức tại Argentina. Đội tuyển chủ nhà Argentina lần đầu tiên đoạt chức vô địch bóng đá thế giới sau thắng lợi trước đội tuyển Hà Lan với tỉ số 3-1 sau hai hiệp phụ (vì 2 đội có tỉ số hòa 1-1 ở hai hiệp thi đấu chính thức 90 phút).
- Năm 1982, lần đầu tiên Tây Ban Nha đăng cai giải đấu này và là lần đầu tiên được tổ chức tại một quốc gia thuộc bán đảo Iberia, giải đấu tăng số đội lên thành 24 đội. Ý trở thành đội bóng châu Âu đầu tiên có 3 chức vô địch sau thắng lợi trước Tây Đức với tỉ số 3-1 trong trận chung kết.
- Năm 1986, México trở thành quốc gia đầu tiên đăng cai giải đầu lần thứ 2 (lần trước là kỳ World Cup 1970). Đội tuyển Argentina trở thành đội bóng châu Mỹ giành chức vô địch lần thứ 2 trong lịch sử sau thắng lợi trước đội tuyển Tây Đức với tỉ số 3-2 trong trận chung kết.
- Năm 1990, Ý trở thành quốc gia châu Âu đầu tiên 2 lần đăng cai giải đấu (lần trước là kỳ World Cup 1934). Đội tuyển Tây Đức trở thành đội bóng châu Âu giành chức vô địch lần thứ 3 sau thắng lợi trước đội tuyển Argentina với tỉ số 1-0 trong trận chung kết.
- Năm 1994, lần đầu tiên Hoa Kỳ đăng cai giải đấu này, Brasil lần thứ 4 đoạt chức vô địch bóng đá thế giới sau thắng lợi trước đội tuyển Ý với tỉ số luân lưu 3-2 (vì hai đội hoà nhau ở hai hiệp thi đấu chính thức và hai hiệp phụ). Đây cũng là lần đầu tiên trận chung kết phải bước vào loạt sút luân lưu. Đây cũng là kỳ World Cup cuối cùng có 24 đội trước khi kỳ World Cup 1998 nâng số đội tuyển tham gia là 32 đội.
- Năm 1998, Pháp đăng cai giải đấu World Cup lần thứ 2 sau chủ nhà Ý (lần trước là kỳ World Cup 1938). Và đây cũng là kỳ World Cup đầu tiên tăng số đội tham dự lên 32 đội. Pháp trở thành đội bóng châu Âu lần đầu tiên giành chức vô địch sau thắng lợi trước đội tuyển Brazil với tỉ số 3-0 trong trận chung kết.
- Năm 2002, lần đầu tiên trong lịch sử, kỳ World Cup được tổ chức tại châu Á và cũng là lần đầu tiên được tổ chức đồng thời ở hai quốc gia. Đội tuyển Hàn Quốc trở thành đội bóng châu Á lần đầu tiên trong lịch sử lọt vào vòng bán kết của 1 kỳ World Cup. Còn đội tuyển Pháp trở thành nhà đương kim vô địch thứ 3 bị loại ngay từ vòng bảng. Đội tuyển Brasil lần thứ 5 đoạt chức vô địch sau thắng lợi trước đội tuyển Đức với tỉ số 2-0 trong trận chung kết.
- Năm 2006, kỳ World Cup lần thứ 2 tổ chức tại Đức (lần trước là kỳ World Cup 1974). Đây cũng là lần thứ tư có 4 đội vào bán kết đều thuộc châu Âu. Và đây cũng là trận chung kết lần thứ 2 phải đá loạt sút luân lưu. Ý trở thành đội bóng châu Âu đầu tiên giành chức vô địch sau thắng lợi trước đội tuyển Pháp với tỉ số 5-3 (sau loạt sút luân lưu) vì hai đội hoà sau 2 hiệp thi đấu chính thức và 2 hiệp phụ với tỉ số 1-1. Đức trở thành quốc gia thứ 3 ở châu Âu lần thứ 2 đăng cai World Cup.
- Năm 2010, kỳ World Cup lần đầu tiên diễn ra ở châu Phi. Đội tuyển Nam Phi trở thành đội chủ nhà đầu tiên không vượt qua được vòng bảng của một kỳ World Cup. Đôi tuyển Ý trở thành cựu vô địch thứ 4 sau khi bị loại ngay từ vòng bảng. Đội tuyển Tây Ban Nha trở thành đội bóng châu Âu lần đầu tiên giành chức vô địch sau khi giành chiến thắng trước đội tuyển Hà Lan với tỉ số chung cuộc 1-0 sau 2 hiệp phụ (vì 2 đội hoà nhau ở 2 hiệp thi đấu chính thức với tỉ số 0-0).
- Năm 2014, Brasil đăng cai giải đấu này lần thứ 2 (lần trước là vào kỳ World Cup 1950). Giải đấu này được tổ chức tại Nam bán cầu và lần đầu tiên trong lịch sử vòng chung kết, công nghệ goal-line được áp dụng cho tất cả các trận đấu. Đội tuyển Đức trở thành đội bóng châu Âu đầu tiên vô địch trên đất châu Mỹ sau thắng lợi trước đội tuyển Argentina với tỉ số 1-0 (vì hai đội hoà nhau với tỉ số 0-0 sau hiệp thi đấu chính thức 90 phút). Còn đội tuyển Tây Ban Nha chính thức trở thành nhà đương kim vô địch thứ 5 sau khi bị loại ngay ở vòng bảng.
- Năm 2018, kỳ World Cup lần đầu tiên được tổ chức tại một quốc gia thuộc khu vực Đông Âu và cũng là lần đầu tiên được tổ chức tại một quốc gia thuộc Liên Xô cũ, kỳ World Cup đầu tiên mà công nghệ hỗ trợ trọng tài (VAR) đã được sử dụng. Đội tuyển Đức trở thành cựu vô địch thứ 6 khi bị loại ngay từ vòng bảng. Đội tuyển chủ nhà Nga có lần đầu tiên trong lịch sử giành quyền vào vòng tứ kết của một kỳ World Cup. Đội tuyển Pháp trở thành đội bóng châu Âu lần thứ 2 giành chức vô địch (sau kỳ World Cup 1998). Đội tuyển Croatia có lần đầu tiên trong lịch sử lọt vào trận chung kết của một kỳ World Cup (lần gần đây nhất là vào năm 1998, Croatia thất bại trước đội tuyển chủ nhà Pháp với tỉ số 2-1 trong trận bán kết 2 của kỳ World Cup 1998). Và đây cũng là kỳ World Cup đầu tiên mà đội tuyển Croatia giành giải á quân. Đội tuyển Bỉ có lần đầu tiên giành hạng 3, còn đội tuyển Anh lọt vào top 4 đội mạnh nhất lần thứ 3 (trong đó có kỳ World Cup 1966 mà họ đã giành chức vô địch) và cũng là lần đầu tiên là vào kỳ World Cup 1990. Đáng chú ý là đội tuyển Ý đã từng 4 lần vô địch không tham dự giải vì không vượt qua vòng loại.
- Năm 2022, kỳ World Cup lần đầu tiên được tổ chức tại một quốc gia thuộc Trung Đông, và cũng là lần đầu tiên được tổ chức tại một quốc gia thuộc Thế giới Ả Rập và được tổ chức vào mùa đông. Là kỳ World Cup áp dụng sự đổi mới về công nghệ như Vạch vôi điện tử Goal-line, Video hỗ trợ trọng tài VAR, đặc biệt có thêm công nghệ Bắt việt vị bán tự động SAOT (thực chất là bản nâng cấp hình ảnh 3D của VAR) và công nghệ cảm biến trong trái bóng Al Rihla để theo dõi vị trí quả bóng cùng nhiều thứ khác. Đây cũng là kỳ World Cup thứ 2 được tổ chức ở châu Á (sau kỳ World Cup 2002) được tổ chức ở Nhật Bản và Hàn Quốc. Qatar chính thức trở thành nước chủ nhà thứ 3 của châu Á giành quyền đăng cai World Cup và cũng là đội chủ nhà thứ hai (sau Nam Phi 2010) không vượt qua được vòng bảng của một kỳ World Cup. Lần đầu tiên một đội bóng châu Phi là Maroc lọt vào đến bán kết của giải đấu. Đây cũng là World Cup cuối cùng có 32 đội tham dự trước khi kỳ World Cup 2026 sẽ nâng số đội tuyển tham gia là 48 đội. Đội tuyển Argentina lần thứ ba giành chức vô địch (sau các kỳ World Cup 1978 và World Cup 1986) sau khi vượt qua đương kim vô địch Pháp với tỉ số 4-2 ở loạt sút luân lưu 11m (3-3 sau hiệp phụ).
- Năm 2026, số đội tham dự tăng lên thành 48 đội, lần đầu tiên tổ chức ở 3 quốc gia và México trở thành quốc gia đầu tiên của Bắc Mỹ 3 lần làm chủ nhà giải đấu (lần trước là các kỳ World Cup 1970 và World Cup 1986), Hoa Kỳ lần thứ hai đăng cai giải đấu (lần trước là kỳ World Cup 1994) và lần đầu tiên Canada tổ chức giải đấu.

## Danh sách
| Năm diễn ra | Nước chủ nhà      | Số đội tham dự | Số trận | Bàn thắng | Bàn thắng/trận | Khán giả  | Vô địch     | Thứ hai       | Thứ ba      | Thứ tư      | Chú thích |
| ----------- | ----------------- | -------------- | ------- | --------- | -------------- | --------- | ----------- | ------------- | ----------- | ----------- | --------- |
| 1930        | Uruguay           | 13             | 18      | 070       | 3,89           | 0.590.549 | Uruguay     | Argentina .00 | Hoa Kỳ 0000 | Nam Tư      | [ 3 ]     |
| 1934        | Ý                 | 16             | 17      | 070       | 4,12           | 0.363.000 | Ý           | Tiệp Khắc     | Đức         | Áo          | [ 4 ]     |
| 1938        | Pháp              | 16             | 18      | 084       | 4,67           | 0.375.700 | Ý           | Hungary       | Brasil      | Thụy Điển   | [ 5 ]     |
| 1950        | Brasil            | 13             | 22      | 088       | 4,00           | 1.045.246 | Uruguay     | Brasil        | Thụy Điển   | Tây Ban Nha | [ 6 ]     |
| 1954        | Thụy Sĩ           | 16             | 26      | 140       | 5,38           | 0.768.607 | Tây Đức     | Hungary       | Áo          | Uruguay     | [ 7 ]     |
| 1958        | Thụy Điển         | 16             | 35      | 126       | 3,60           | 0.819.810 | Brasil      | Thụy Điển     | Pháp        | Tây Đức     | [ 8 ]     |
| 1962        | Chile             | 16             | 32      | 089       | 2,78           | 0.893.172 | Brasil      | Tiệp Khắc     | Chile       | Nam Tư      | [ 9 ]     |
| 1966        | Anh               | 16             | 32      | 089       | 2,78           | 1.563.135 | Anh         | Tây Đức       | Bồ Đào Nha  | Liên Xô     | [ 10 ]    |
| 1970        | México            | 16             | 32      | 095       | 2,97           | 1.603.975 | Brasil      | Ý             | Tây Đức     | Uruguay     | [ 11 ]    |
| 1974        | Tây Đức           | 16             | 38      | 097       | 2,55           | 1.865.753 | Tây Đức     | Hà Lan        | Ba Lan      | Brasil      | [ 12 ]    |
| 1978        | Argentina         | 16             | 38      | 102       | 2,68           | 1.545.791 | Argentina   | Hà Lan        | Brasil      | Ý           | [ 13 ]    |
| 1982        | Tây Ban Nha       | 24             | 52      | 146       | 2,81           | 2.109.723 | Ý           | Tây Đức       | Ba Lan      | Pháp        | [ 14 ]    |
| 1986        | México            | 24             | 52      | 132       | 2,54           | 2.394.031 | Argentina   | Tây Đức       | Pháp        | Bỉ          | [ 15 ]    |
| 1990        | Ý                 | 24             | 52      | 115       | 2,21           | 2.516.215 | Tây Đức     | Argentina     | Ý           | Anh         | [ 16 ]    |
| 1994        | Hoa Kỳ            | 24             | 52      | 141       | 2,71           | 3.587.538 | Brasil      | Ý             | Thụy Điển   | Bulgaria    | [ 17 ]    |
| 1998        | Pháp              | 32             | 64      | 171       | 2,67           | 2.785.100 | Pháp        | Brasil        | Croatia     | Hà Lan      | [ 18 ]    |
| 2002        | Hàn Quốc Nhật Bản | 32             | 64      | 161       | 2,52           | 2.705.197 | Brasil      | Đức           | Thổ Nhĩ Kỳ  | Hàn Quốc    | [ 19 ]    |
| 2006        | Đức               | 32             | 64      | 147       | 2,30           | 3.359.439 | Ý           | Pháp          | Đức         | Bồ Đào Nha  | [ 20 ]    |
| 2010        | Nam Phi           | 32             | 64      | 145       | 2,27           | 3.178.856 | Tây Ban Nha | Hà Lan        | Đức         | Uruguay     | [ 21 ]    |
| 2014        | Brasil            | 32             | 64      | 171       | 2,67           | 3.429.873 | Đức         | Argentina     | Hà Lan      | Brasil      | [ 22 ]    |
| 2018        | Nga               | 32             | 64      | 169       | 2,64           | 3.031.768 | Pháp        | Croatia       | Bỉ          | Anh         | [ 25 ]    |
| 2022        | Qatar             | 32             | 64      | 172       | 2,69           | 3.404.252 | Argentina   | Pháp          | Croatia     | Maroc       |           |
| 2026        | Mỹ Canada Mexico  | 48             | 80      |           |                |           |             |               |             |             |           |